# Friedrich von Kappe
Calixt Friedrich Kappe, seit 1863 von Kappe (* 15. Oktober 1799 in Plock; † 13. April 1883 in Potsdam) war ein preußischer Generalmajor.

## Leben

### Herkunft
Sein Großvater war während des Siebenjährigen Krieges Regimentstrompeter im Dragonerregiment „Holstein-Gottorp“. Friedrich war der Sohn des Majors Johann Christian Kappe (1748–1825) und dessen Ehefrau Barbara, geborene von Korschicka, geschiedene von Modzelewska (* 1766). Sein Vater stand zuletzt im Füsilierbataillon „Hinrichs“ der 1. Warschauer Füsilierbrigade.

### Militärkarriere
Kappe studierte an der Universität Königsberg und trat im Jahr 1813 in das 2. Ostpreußische Landwehr-Infanterie-Regiment der Preußischen Armee ein. Während der Befreiungskriege nahm er an den Belagerungen von Küstrin, Magdeburg und Rodemachern teil. Er avancierte Mitte Januar 1814 zum Sekondeleutnant, wurde nach dem Krieg am 1. August 1816 dem 1. Infanterie-Regiment aggregiert und am 13. Februar 1818 einrangiert. Bis Anfang November 1834 stieg Kappe zum Kapitän und Kompaniechef auf. Er wurde am 30. März 1844 zum Major befördert und als Kommandeur des II. Bataillons in das 3. Landwehr-Regiment versetzt. Vom 16. August 1845 bis zum 1. Juli 1846 war Kappe Kommandeur des Grenzschutzkommandos in Polen. Am 7. September 1850 kam er als Bataillonskommandeur in das 32. Infanterie-Regiment, avancierte Ende März 1852 zum Oberstleutnant und wurde am 15. April 1852 zum Kommandeur des 6. Infanterie-Regiments ernannt. Nach seiner Beförderung zum Oberst wurde Kappe am 7. Mai 1857 zum Kommandanten von Stralsund ernannt und am 8. Juni 1857 à la suite seines bisherigen Regiments gestellt. Er erhielt am 18. September 1858 den Roten Adlerorden II. Klasse mit Eichenlaub und wurde am 17. Mai 1859 unter Verleihung des Charakters als Generalmajor mit Pension zur Disposition gestellt.
Am 24. September 1863 wurde Kappe durch König Wilhelm I. in den erblichen preußischen Adelsstand erhoben. Er starb am 13. April 1883 in Potsdam.

### Familie
Kappe heiratete am 14. Oktober 1829 in Königsberg Natalie Siegfried (1806–1888). Das Paar hatte mehrere Kinder:
- Ferdinand David Fedor (1830–1865)
- Gustav Friedrich Philipp (1831–1874), Landwirt
- Oswald Johannes Heinrich, Major a. D. ⚭ Magdalene von Boye aus dem Hause Ellerhoop